# Adhan
Adhan (arabsko أَذَان, lahko prečrkovano tudi v athan ali azan) je islamski klic k obvezni molitvi (fardu). Tradicionalno ga z minareta mošeje recitira mujezin. V zadnjem času so mu v pomoč zvočniki in nemalokrat se predvaja kar posnetek. Adhanu običajno sledi klic ikama, ki vernike pozove k postrojitvi tik pred začetkom molitve. Jezik adhana je arabščina. V obdobju Atatürka je bil v Turčiji prepovedan arabski adhan in se je zato moral odrecitirati v turščini. Ta prepoved je veljala vse do 6. junija 1950, ko je prišlo do spremembe oblasti.

## Sunitski adhan
Suniti verjamejo, da avtor adhana ni Mohamed, temveč eden izmed njegovih sahabov (ljudi, ki so videli in verjeli v Mohameda), vendar naj bi Mohamed odločil, da se bo ta klic uporabljal namesto krščanskega zvonjenja ali judovskega šofarja (trobljenja z ovnovim rogom). Med petkovo molitvijo (salat al-džumah) se recitirata dva adhana. S prvim se prikliče vernike v mošejo, drugi se odrecitira, preden imam prične z khutbahom (pridigo). Tik pred pričetkom molitve se, tako kot že sicer pred molitvijo, odrecitira še ikama. Sunitski adhan se odrecitira petkrat na dan.
| الله اكبر الله اكبر     | āllahu ākbar, āllahu ākbar          | Bog je največji (2-krat)                          |
| اشهد ان لا اله الا الله | āš'hadu ān lā ilaha illā-llah       | Prisegam, da ni drugega boga, kot je Bog (2-krat) |
| اشهد ان محمدا رسول الله | āš'hadu ānna mūhammadār rasūlu-llah | Prisegam, da je Mohamed božji sel (2-krat)        |
| حي على الصلاة           | hajjā `alā-s-salah                  | Podvizaj se k molitvi (2-krat)                    |
| حي على الفلا ح          | hajjā `alā-l-falāh                  | Podvizaj se k blaginji (2-krat)                   |
| الله اكبر الله اكبر     | āllahu ākbar, āllahu ākbar          | Bog je največji (2-krat)                          |
| لا اله الا الله         | lā ilaha illā-llah                  | Ni drugega boga, kot je Bog                       |
Pred prvo dnevno molitvijo ob zori (fadžr salat) se po drugem klicu k vrstici »podvizaj se k blaginji« vrine še الصلاة خير من النو (ās-salatu khaīru min ān-naūm, Molitev je boljša od spanca (2-krat)).

## Šiitski adhan
Šiiti verjamejo, da je Mohamed po Alahovem ukazu uvedel adhan kot klic k molitvi. Ravno tako učijo, da je Mohamed edini avtor adhana.
Šiiti tudi učijo, da je Alah imenoval po enega namestnika na Zemlji za vsako generacijo. Četudi je Mohamed bil končni Alahov prerok in sel, naj bi Alah določil Alija kot prvega izmed 12 Mohamedovih namestnikov, da bi vodili človeštvo.
Šiitski adhan se v nasprotju s sunitskim recitira trikrat na dan.
| āllahu ākbar                                              | Alah je največji (4-krat)                                                |
| āš'hadu ān lā ilaha illā-llah                             | Prisegam, da ni drugega boga, kot je Alah (2-krat)                       |
| āš'hadu ānna mūhammadār rasūlu-llah                       | Prisegam, da je Mohamed Alahov sel (2-krat)                              |
| aš-hadu anna a'lijjan vallijjullaahi vas'ijju rasulillaah | Prisegam, da je Ali Alahov namestnik in naslednik Alahovega sla (2-krat) |
| hajjā `alā-s-salah                                        | Podvizaj se k molitvi (2-krat)                                           |
| hajjā `alā-l-falāh                                        | Podvizaj se k blaginji (2-krat)                                          |
| hajja `'alā khajril a'mal"                                | Podvizaj se k najboljšemu dejanju (2-krat)                               |
| āllahu ākbar                                              | Alah je največji (2-krat)                                                |
| lā ilaha illā-llah                                        | Ni drugega boga, kot je Alah (2-krat)                                    |